# 七つの大罪と四終
『七つの大罪と四終』（ななつのたいざいとししゅう、蘭: De zeven hoofdzonden en de vier laatste dingen、西: Los siete pecados capitales y las cuatro últimas cosas、英: The Seven Deadly Sins and the Four Last Things）は、初期フランドル派の巨匠ヒエロニムス・ボスが1505年から1510年ごろに制作した絵画である。油彩。七つの大罪（憤怒・嫉妬・強欲・暴食・怠惰・色欲・傲慢）を主題としているほか、四終（死・最後の審判・天国・地獄）を描いている。また本作品が備える風俗画的特徴はヒエロニムス・ボスがピーテル・ブリューゲルよりも早い、風俗画の先駆的存在であったことを示している。帰属については16世紀以来多くの議論があり、ボスの工房ないし追随者の作と見なす傾向が強くなっている。現在はマドリードのプラド美術館に所蔵されている。

## 作品

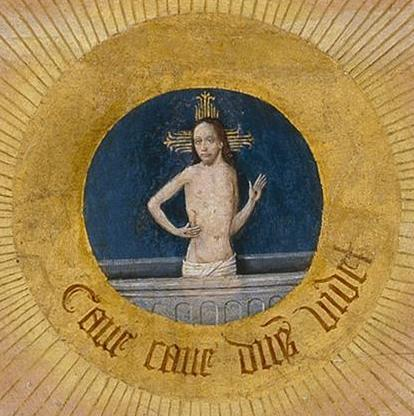
画面の中心に描かれたキリスト。

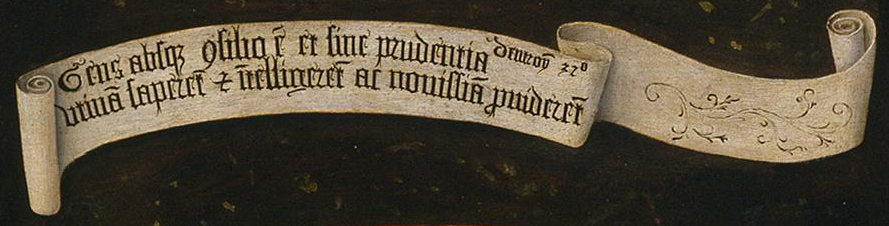
上部のバンデロール。

ヒエロニムス・ボスは画面中央の円の中心部に描かれたキリストの周囲を取り囲む形で七つの大罪を描いている。画面の四隅に小さなメダリオンを配置し、四終について詳細に描いている。制作年代は以前は初期の作品と考えられていたが、現在は後期の作品と考えられており、追随者の作と見なす説ではボスの後期の1500年ごろから1525年ごろの作品とされている。ヒエロニムス・ボスの署名は画面中央下に記されている。ただしその信憑性については疑問視されている。

### キリスト
画面中央の最も大きな円の中心にキリストが描かれている。キリストは悲しみの人として石棺の中から立ち上がり、右手で脇腹に受けた傷を示している。ボスは同様の図像を『東方三博士の礼拝の三連祭壇画』でも両翼を閉じた際に現れる「聖グレゴリウスのミサ」の中で描いている。これによりボスは人間の贖罪のために磔の上で死んだキリストについて深く考え、彼の示した道を歩むよう人々に訴えている。この最も内側の円は外側の円まで伸びた金色の光線で囲まれており、まるで瞳孔の中にいるかのようである。これはおそらくすべてを見通す神の目を表現したものである。事実、キリストの下には「気をつけろ、気をつけろ、主は見ている」（Cave cave dus videt）という意味のラテン語の碑文が記されている。さらにこの外側にある円を様々な大きさの区分に分割し、それぞれに七つの大罪を表す図像を描いている。ボスはこのように、画面の中央にすべてを見通す神の目を置き、その周囲に大罪の図像を配置することで、神によって様々な社会階級の人々が日常生活の中で罪深い行為に陥る様子を観察されていることを表現している。

### バンデロール
画面中央の円の上下にあるバンデロールには、『旧約聖書』「申命記」の一節がラテン語で記されている。上部のバンデロールには「申命記」32章28節-29節が記されている（またテキストの出典が「申命記」の32章であると示している）。
また下部のバンデロールには同じく「申命記」32章の20節が記されている。

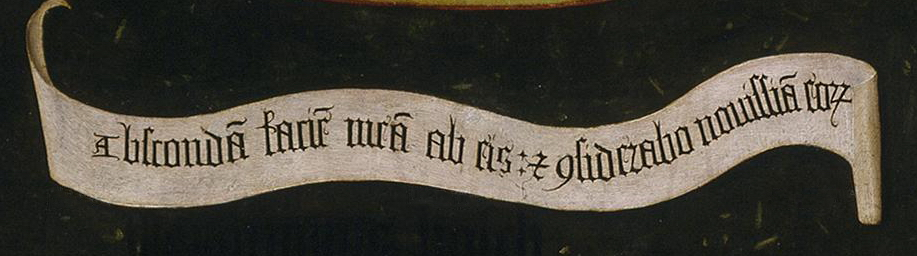
下部のバンデロール。

これらはいずれも罪には報いがあることを警告している。ボスは「申命記」32章28節-29節を引用することで、中央の円に描かれた人々が理性を失い、際限なく罪深い行為を追求していることを示している。また32章20節を引用し、加えてキリストの下にラテン語で「気をつけろ、気をつけろ、主は見ている」と記すことで、人の世から全てが失われたわけではなく、中央の円の最も内側に描かれたキリストによって世界が常に警戒されていることを仄めかしている。これら3つの碑文は神が世界に遍在していることと、人間の自由および原罪の果実を結びつけており、『乾草車の三連祭壇画』（Hooiwagen drieluik）や『人生の巡礼の三連祭壇画』（Pilgrimage of Life triptych）、『快楽の園』（De tuin der lusten）と同様に、神の道から外れると地獄が待っているというメッセージを発している。

### 七つの大罪

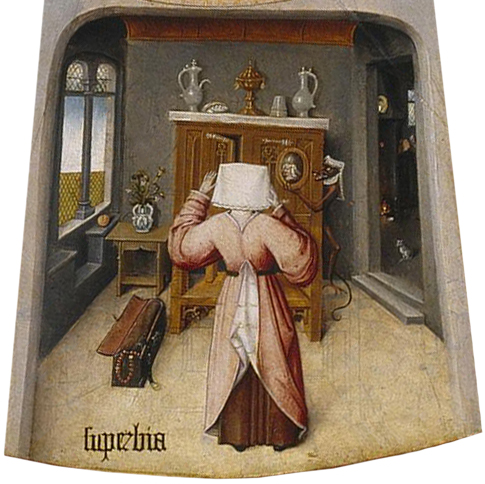
「傲慢」
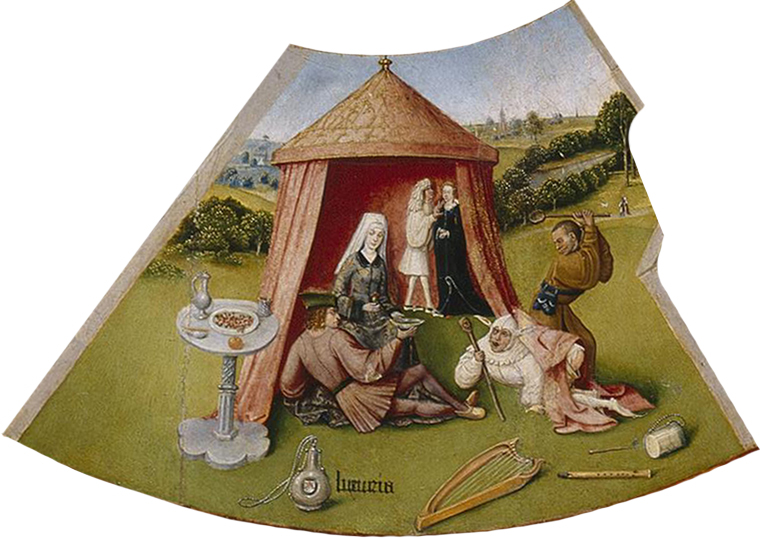
「色欲」
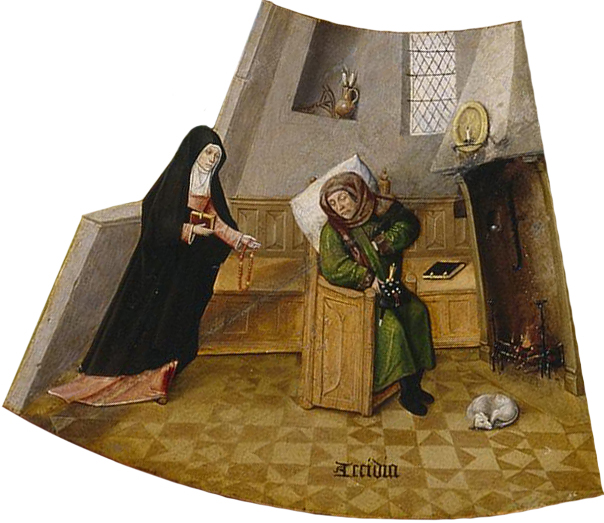
「怠惰」
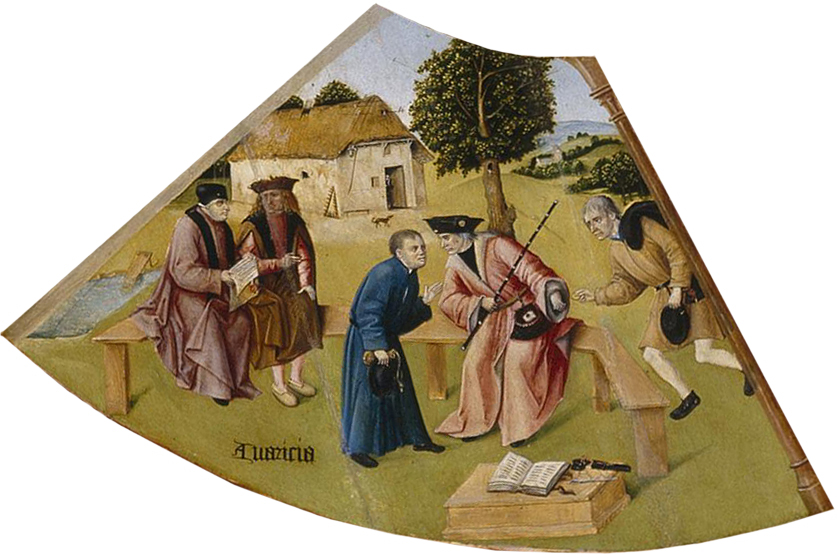
「強欲」
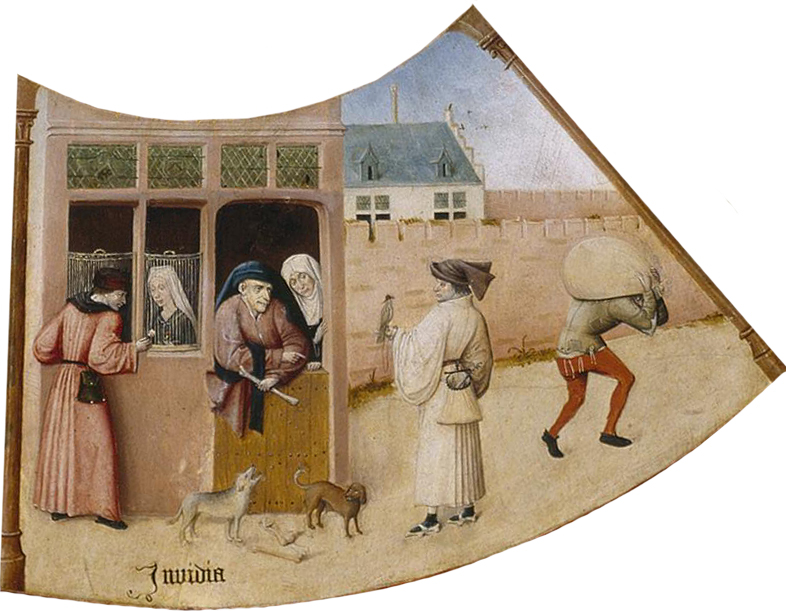
「嫉妬」

七つの大罪は中央の円のキリストの外側に7つの区分が設けられ、その中にそれぞれ風俗画の形式で表現されている。ボスはキリストの真下に配置した憤怒をはじめ、反時計回りに、憤怒、傲慢、色欲、怠惰、暴食、強欲、嫉妬の順で描いており、また各図像がどの大罪であるかを碑文によって明らかにしている。これらの図像のいくつか、特に暴食はボスが風俗画の先駆者であることを示している。

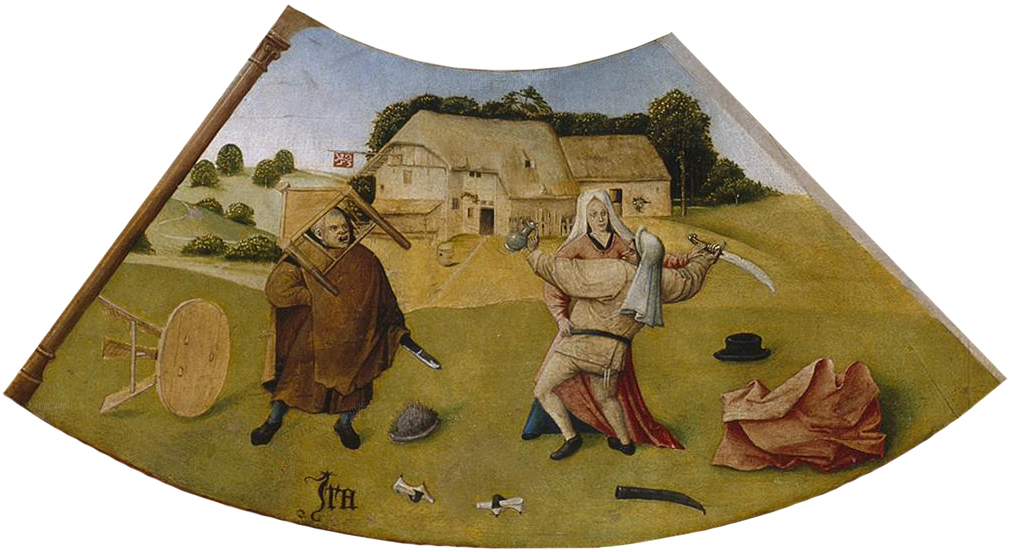
「憤怒」。

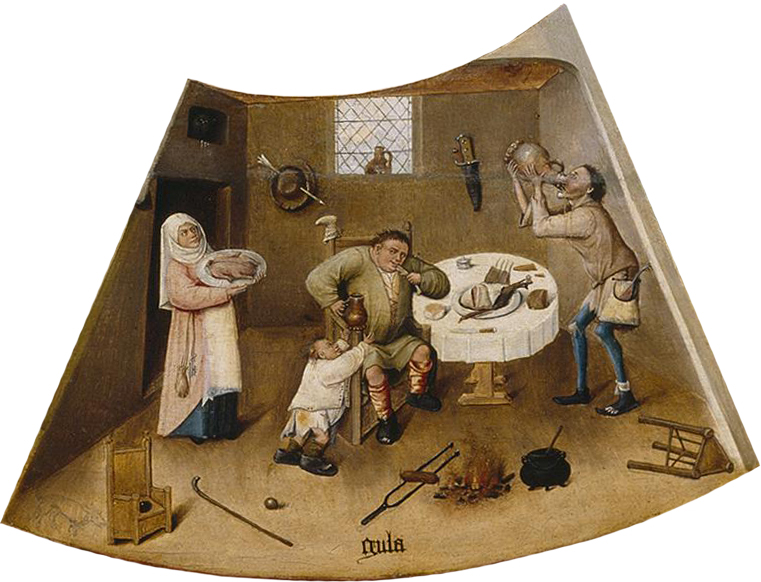
「暴食」

憤怒（Wrath, ira）
酔っぱらいたちが酒場の外で乱闘騒ぎを起こす様子が描かれている。特にひどく暴れているのは右側の男性で、外套を脱ぎ捨て、剣を抜いて相手の男性に斬りかかろうとしているが、女によって遮られている。憤怒は人間のすべての罪の根源と考えられ、伝統的に傲慢と嫉妬が占めてきた領域を占める。そのためボスは憤怒に特別な地位を与えている。すなわちキリストの真下という、唯一、図像全体を回転させることなく見ることができる場所に憤怒を配置している。
傲慢（Pride, superbia）
室内で身繕いをする女性の後ろ姿が描かれている。女性は鏡を見ながら身なりを整えているが、その鏡は物陰に隠れている悪魔が持っている。床には彼女のものであろうチェストが置かれている。
色欲（Lust, luxuria）
テントの中で戯れる2組の宮廷人の恋人たちが描かれている。彼らのうち1組の恋人たちは盃を片手に地面の上に寝そべり、あるいは座り込んでいる。彼らの前では道化師たちによる見世物が繰り広げられており、地面の上には道化師が用いた楽器などが散らばっている。
怠惰（Sloth, acedia）
火が燃えている暖炉のそばで、椅子に座って眠りこけている男性が描かれている。男性は厚着をして、椅子の背もたれと頭部の間に枕を置いている。男性の背後では修道女が聖書とロザリオを持って立っている。
暴食（Gluttony, gula）
室内で暴食暴飲する家族が描かれている。料理が並べられたテーブルの前では、太った男性が椅子に座って、酒を片手に肉を食べている。しかし男性の視線は新たに運ばれてくる料理に注がれている。男性にしがみついている幼い子供はすでに太った体型をしている。テーブルの向こう側では男性が酒を暴飲している。
強欲（greed, avaritia）
賄賂を受け取る裁判官を描いている。裁判官は一方の当事者の主張を親身に聞くふりをして、背後から忍び寄る他方の当事者に向かって左手を差し出し、賄賂を受け取ろうとしている。
嫉妬（Envy, invidia）
裕福な男に嫉妬する夫婦を描いている。裕福な男は左手にとまった鷹を自慢げに見せながら歩いており、夫婦はそれを窓から羨望の眼差しで見つめている。夫の手には骨が握られており、窓の外では2匹の犬が骨をめぐって争っている。
- 「傲慢」
- 「色欲」
- 「怠惰」
- 「強欲」
- 「嫉妬」

### 四終

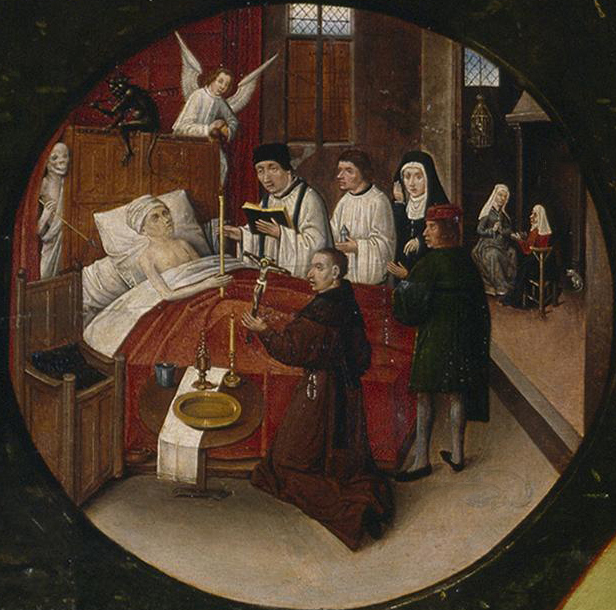
「死」。

ボスの『守銭奴の死』。ナショナル・ギャラリー・オブ・アート所蔵。

四終は画面の四隅にある同じ大きさの小さなメダリオンに描かれている。死は左上隅、最後の審判は右上隅、天国（あるいは栄光）は右下隅、地獄は左下隅に配置されている。
死（Death）
ベッドに横たわる男性に死が訪れる様子を描いている。画面左端には擬人化された「死」が部屋の隙間から姿を見せている。「死」は頭蓋骨の頭部を持ち、右手に武器を持った姿で表されている。男性の頭上には悪魔と天使が表れている。この場面の表現はワシントンのナショナル・ギャラリー・オブ・アートの『守銭奴の死』（De dood van een vrek）と非常によく似ているが、ここではワシントンの絵画とは異なり、男性の臨終に多くの聖職者が立ち会っており、魂をめぐる争いに天使が勝利し、悪魔は退散しようとしている。
最後の審判（Last Judgment）
ここでの「最後の審判」はロヒール・ファン・デル・ウェイデンが多翼祭壇画『最後の審判』（Het Laatste Oordeel）で描いた伝統的な描写を引き継いでいる。終末の日に来臨したキリストの周囲で四天使がラッパを弾き鳴らし、聖人たちが列席している。地上では蘇った死者たちが墓の下から這い出ている。
天国あるいは栄光（Heaven; Glory）
天国はゴシック様式の建築物として表現されている。祝福された人々の魂は聖ペトロによって天国に迎え入れられている。
地獄（Hell）
地獄では呪われた人々の魂が様々な拷問を受ける様子が描かれている。

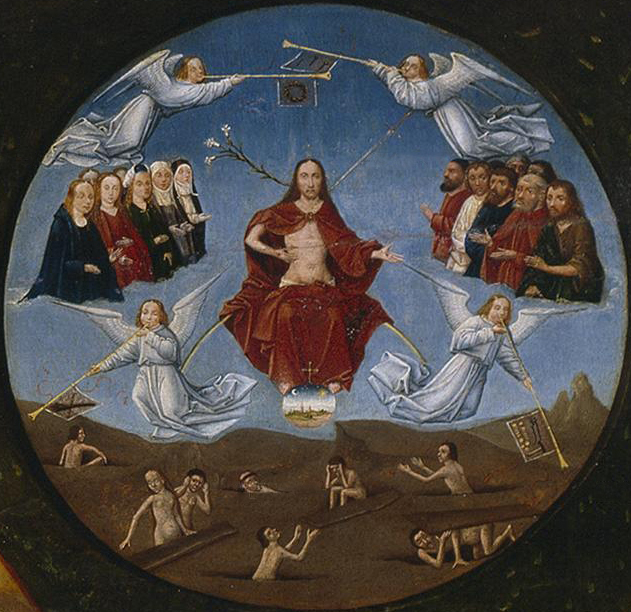
「最後の審判」
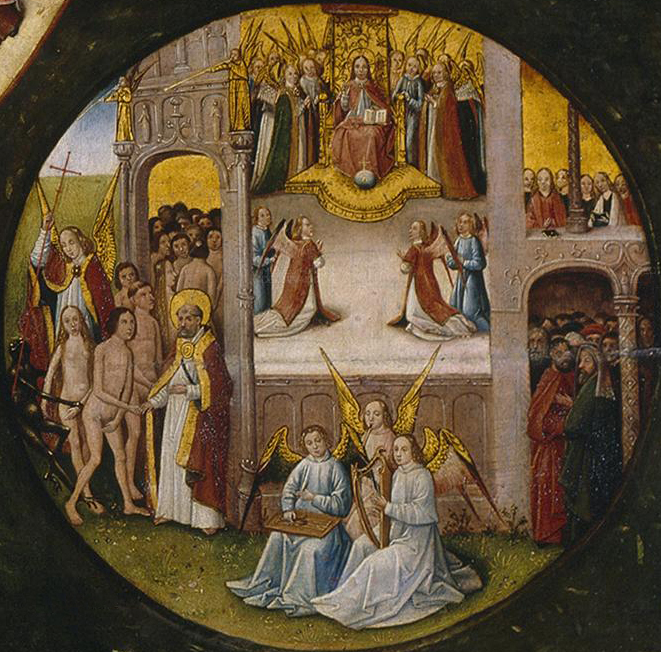
「天国」
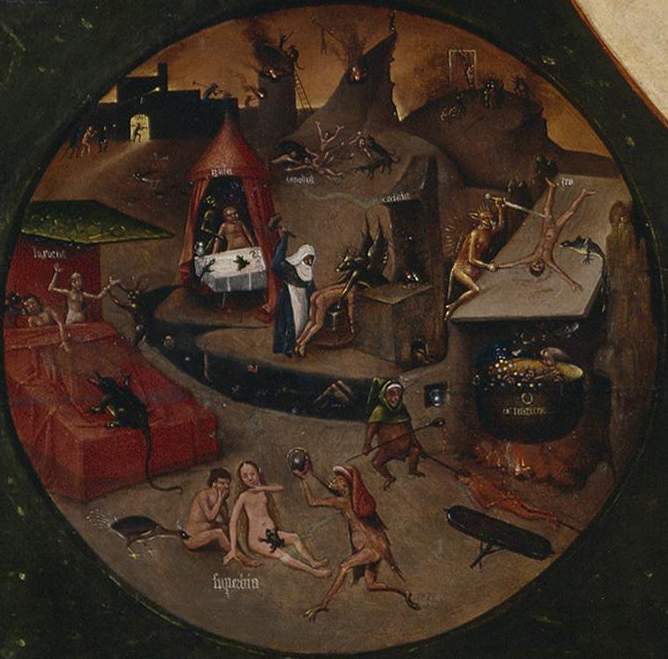
「地獄」

## 来歴
本作品の発注者や制作経緯、初期の来歴については不明である。ボスを高く評価していたルネサンス期のスペインの人文主義者フェリペ・デ・ゲバラは、著書『絵画についての注釈』（Comentario de la pintura, 1788年にアントニオ・ポンツによって出版）の中で、1560年以前にスペイン国王フェリペ2世が取得したものであると述べている。しかしフェリペ2世が入手した経緯や、入手後に保管していた場所は不明である。その後、フェリペ2世は1574年に絵画をエル・エスコリアル修道院に送っており、1936年まで同修道院にて保管されていた。1936年10月26日にプラド美術館に貸与され、さらに1943年3月2日の政令により、プラド美術館に永久貸与された。

## 帰属に関する論争
本作品にはボスの署名が記されているが、その信憑性については様々な点から疑問視されている。たとえばボスの真筆画とされる作品はすべてオーク材に描かれているのに対して、本作品はポプラ材に描かれている。ポプラ材は年輪年代学によって想定される制作年代の上限を確定することができない。また他のボスの作品と比較すると、様式・質ともに逸脱していることが指摘されている。
人文主義者フェリペ・デ・ゲバラは1560年ごろの『絵画についての注釈』で、ボスの無名の弟子について言及し、師匠に劣らず卓越した技量の持ち主であり、自身の作品に師匠の名前で署名したほどであると書いている。この直後に、ゲバラは改行することなく文章を続け、彼の様式の特徴として七つの大罪の絵画に言及している。これにより一部の研究者、早くも1898年にヘルマン・ドルマイヤー（Hermann Dollmayr）、さらに1966年にヴォルフガング・シュテショウが、この弟子の作品であると主張した。しかし、それ以降のほとんどの研究者は、問題の文章が非常に曖昧であることから、ゲバラはおそらくボスの作品の説明に戻っていたと主張している。さらにゲバラの正確さと権威には疑わしい点がある。それが明らかであるのは1570年にゲバラの相続人が『乾草車の三連祭壇画』をフェリペ2世に売却したことである。ゲバラはその作品をボス自身が制作したオリジナル作品と考えていたが、今日ではこれは誤りであり、実際にはプラド美術館のバージョンの複製であることが判明している。フェリペ2世自身も、本作品を購入したときやそれ以降も常にボスのオリジナルの作品であると考えていた。本作品はフェリペ2世のお気に入りの絵画であり、エル・エスコリアル修道院に運んだ後は自身の寝室に飾り、またボスのオリジナル作品としてカタログに記載している。シルバ・マロト（Silva Maroto）が指摘したように問題の文章は1788年まで刊行されなかった原稿の一部であり、ゲバラがこのような曖昧な文章でフェリペ2世のお気に入りの画家であったボスの作品の制作者について疑問を呈したとは信じがたいと主張した。
素描の質が悪いと主張されたことはボスの初期の作品であるという誤った認識を引き起こした。弟子への帰属は、2001年にロッテルダムのボイマンス・ヴァン・ベーニンゲン美術館で開催されたボスの展覧会の目録で、ベルナルド・フェルメット（Bernard Vermet）とパウル・ファンデンブルク（Paul Vandenbroeck）によって再び唱えられた。彼らはいくつかの衣装はずっと後の1500年ごろを示唆しており、したがって、ぎこちない素描と制作は若さがもたらした不完全さによるものとは考えにくいと提案した。また支持体がオーク材でいないことにも言及し、ボスの作品と見なすことについて疑念をさらに強めた。
今日、ほとんどの美術史家はこの衣装が1505年から1510年の間のものであることに同意している。基礎となる素描の主要な特徴、絵画の外層の発展の仕方、筆遣いの多様性は、ボスの後期作品と完全に一致していると主張されている。さらに、主題、象徴性、構図はいずれも制作者が大いにその独創性を発揮したことが窺われ、無名の弟子がこの作品を描いた可能性は極めて低いと考えられる。
2005年、エド・ホフマン（Ed Hoffman）はおそらくオリジナルが損傷した後にフェリペ2世によって発注された複製であると主張した。作品の信憑性、あるいは少なくとも独創性についての論拠は、それが単純に忠実に再現されたものではないことを示すペンティメントに見出すことができる。さらに署名がボス自身のものであり、模造ではないことは疑いない。
2007年以来、ボスのほとんどの絵画の技術研究を担当してきたボス研究保存プロジェクト（Bosch Research and Conservation Project, BRCP）は、2015年10月、ボスへの帰属を拒否し、追随者（おそらく弟子）によって制作されたものであるとした。これに対し、プラド美術館は依然としてボスの作品であると見なしている。

## ギャラリー
関連作品

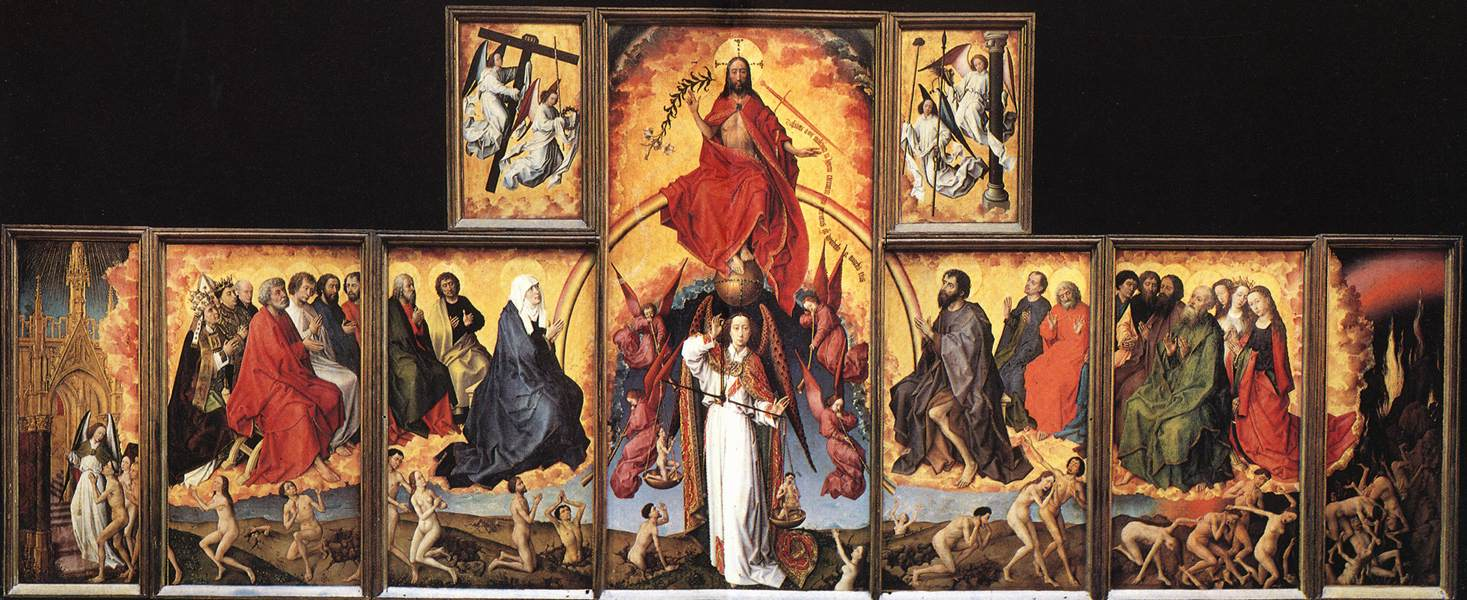
ロヒール・ファン・デル・ウェイデン『最後の審判』1446年から1452年の間 オテル・デュー所蔵